# Garota Radical
"Garota Radical" é uma canção da banda brasileira Cine, lançada em 2009. Alcançou na parada da revista Billboard Brasil a posição 40º no Brasil Hot 100 Airplay, e na posição 20º Brasil Hot Pop.

## Paradas
| Billboard Brasil                | Melhor posição |
| ------------------------------- | -------------- |
| Brasil - Brasil Hot 100 Airplay | 40             |
| Brasil - Brasil Hot Pop         | 20             |
| Brasil - Brasil Hot 100         | 12             |